# Lotniskowce typu Midway
Lotniskowce typu Midway – amerykańskie lotniskowce, które zostały wprowadzone do służby w US Navy tuż po zakończeniu II wojny światowej i służyły w niej aż do początków lat 90. Ogółem zbudowano trzy okręty tego typu, a budowę trzech kolejnych przerwano po zakończeniu wojny.

## Historia
Okręty zostały zaprojektowane jako ciężkie lotniskowce o wyporności 45 000 długich ton, większe o połowę od okrętów poprzedniego typu Essex. Duża wielkość umożliwiła zainstalowanie silniejszego uzbrojenia i pancerza. Nowe, wielkie lotniskowce były w stanie pomieścić do 137 samolotów (w porównaniu do najwyżej 100 na okrętach typu Essex).
Budowę rozpoczęto w 1943 roku. Pierwsze dwa okręty – USS „Midway” i USS „Franklin D. Roosevelt” weszły do służby w październiku 1945 roku. Trzeci USS „Coral Sea” – w październiku 1947 roku. Pierwszy okręt został nazwany na pamiątkę bitwy pod Midway, drugi na cześć prezydenta Franklina D. Roosevelta, a trzeci – na pamiątkę bitwy na Morzu Koralowym.
W latach powojennych okręty były nieustannie modernizowane, aby umożliwić obsługę większych samolotów odrzutowych. Najbardziej rzucającą się w oczy zmianą było poszerzenie pokładu i zastosowanie pokładu do lądowania odchylonego w lewo od osi podłużnej okrętu, został on ponadto wzmocniony. Stopniowo pomniejszano również baterię tradycyjnych dział przeciwlotniczych, zastępując ją w końcu rakietami Sea Sparrow i kilkoma automatycznymi systemami artyleryjskimi przeznaczonymi do niszczenia pocisków przeciwokrętowych i samolotów przeciwnika na bardzo krótkich dystansach – Phalanx CIWS. W wyniku kolejnych modernizacji wyporność okrętów przekroczyła 65 000 długich ton. Zmodernizowane lotniskowce służyły w pierwszej linii wykonując te same zadania co nowsze, większe superlotniskowce typów: Forrestal i Nimitz.
Znaczącym ograniczeniem wynikającym z mniejszej wielkości była niemożność przenoszenia myśliwców F-14 Tomcat (dlatego na lotniskowcach typu Midway ich rolę pełniły mniejsze F/A-18A Hornet) oraz samolotów do zwalczania okrętów podwodnych S-3 Viking (te z kolei zastępowane tu były przez śmigłowce SH-3H Sea King).
USS „Franklin D. Roosevelt” został wycofany w roku 1977, natomiast dwa pozostałe okręty służyły aż do wczesnych lat 90. Po zakończeniu służby w US Navy lotniskowce: USS „Franklin D. Roosevelt” i USS „Coral Sea” zostały pocięte na złom, natomiast USS „Midway” jest obecnie okrętem-muzeum w San Diego.

## Ukończone okręty typuMidway
| Oznaczenie | Nazwa                   | Zdjęcie | Wejście do służby    | Wycofanie ze służby |
| ---------- | ----------------------- | ------- | -------------------- | ------------------- |
| CV-41      | „Midway”                |         | 10 września 1945     | 11 kwietnia 1992    |
| CV-42      | „Franklin D. Roosevelt” |         | 27 października 1945 | 30 września 1977    |
| CV-43      | „Coral Sea"             |         | 1 października 1947  | 26 kwietnia 1990    |

## Dane techniczne okrętów w momencie wycofania ze służby

### USS „Coral Sea” (CV-43)
- Wyporność: 65 200 długich ton
- Długość: 305,7 m
- Szerokość: 72 m
- Zanurzenie: 10,7 m
- Uzbrojenie: 3 zestawy artyleryjskie obrony bezpośredniej Phalanx CIWS
- Prędkość: 33 w
- Moc: 212 000 shp (158 MW)
- Napęd: 4 śruby; turbiny
- Samoloty: 65

### USS „Midway” (CV-41)
- Wyporność: 69 873 długich ton
- Długość: 297,5 m
- Szerokość: 80,3 m
- Zanurzenie: 10,7 m
- Uzbrojenie: 2 ośmioprowadnicowe wyrzutnie rakiet przeciwlotniczych RIM-7 Sea Sparrow i 2 zestawy artyleryjskie obrony bezpośredniej Phalanx CIWS
- Prędkość: 33 w
- Moc: 212 000 shp (158 MW)
- Napęd: 4 śruby; turbiny
- Samoloty: 75